# Жуков Леонід Олексійович
Леоні́д Олексі́йович Жу́ков (нар. 8 (20) квітня 1890, Москва — 3 листопада 1951, Москва) — російський артист балету, балетмейстер, актор німого кіно. Заслужений артист РРФСР (1933). Один з організаторів Київського хореографічного училища. 1926—1931 та 1934—1935 років — керівник балету Київського театру опери та балету.

## Життєпис
1909 — закінчив Московське театральне училище (педагоги М. П. Домашов та В. Д. Тихомиров), після чого з перервами виступав у Большому театрі в Москві (1909—1926, 1931—1934, 1942—1946). Танцював з Катериною Гельцер, Вірою Караллі, Марією Рейзен.
Знімався в німому кіно. Збереглись унікальні відеокадри 1915 року, де він виконує «Іспанський танець» разом з Вірою Караллі.
1926 року на запрошення Об'єднання українських державних оперних театрів Києва, Харкова й Одеси прибув до Києва, де очолив балетну трупу Київського театру опери та балету. Керував цією трупою 1926—1931 та 1934—1935 років.
1934 року став одним з організаторів Київського хореографічного училища.
1935 року разом з Василем Верховинцем поставив «Триколінний гопак», який здобув Першу премію на Міжнародному фестивалі народного танцю в Лондоні. Переможцем тоді став український танцівник Олександр Соболь.
Брав участь у створенні хореографічних закладів Казахстану, Киргизстану, Татарстану, де також здійснював постановки балетів.
Пішов з життя 3 листопада 1951 у Москві. Похований на Введенському кладовищі.

## Партії
- Дезіре («Спляча красуня» П. Чайковського)
- Колен («Марна пересторога» П. Гертеля)
- Базиль, Солор («Дон Кіхот», «Баядерка» Л. Мінкуса)
- Конрад («Корсар» А. Адана)

## Вистави
- 1923 — «Шехерезада» на музику М. Римського-Корсакова
- 1926 — «Жізель» А. Адана
- 1926, 1935 — «Лебедине озеро» П. Чайковського
- 1934 — «Дон Кіхот» Л. Мінкуса
- 1935 — «Червоний мак» Р. Ґлієра
- 1946 — «Бахчисарайський фонтан» Б. Асаф'єва

## Особисте життя
1913—1921 років був одружений зі своєю партнеркою по Большому театру балериною Єлизаветою Юліївною Андерсон (1890—1973), згодом з балериною Марією Романівною Рейзен (1892—1969).